# Bjørn Tore Berntsen
Bjørn Tore Berntsen (* 1965) ist ein früherer norwegischer Biathlet.
Bjørn Tore Berntsen lebt in Dokka. Er gewann zwischen 1991 und 1997 mit den Vertretungen der Region Troms sieben Medaillen, darunter fünf Titel in den Staffel- und Mannschaftsrennen bei norwegischen Meisterschaften. Einen ersten Titel gewann er mit Tor Espen Kristiansen und Stig-Are Eriksen im Mannschaftsrennen 1991 in Steinkjer. Im Jahr darauf konnte er in Skrautvål mit der zweiten Mannschaft von Troms, Arnt Ove Johansen und Stig-Are Eriksen, den Titelgewinn überraschend wiederholen. Erfolgreichstes Jahr wurde 1995, als Berntsen in Fet mit Eriksen, Terje Aune und Kristiansen nicht nur zum dritten Mal den Mannschaftstitel, sondern auch das Staffelrennen gewann und damit Doppelmeister wurde. 1996 kam in Brumunddal der letzte Titel mit der Staffel in der Besetzung des Vorjahres hinzu. Mit der Mannschaft gewann dasselbe Quartett wie auch 1997 Silber hinter der Vertretung aus Buskerud.